# Доля (фестиваль)

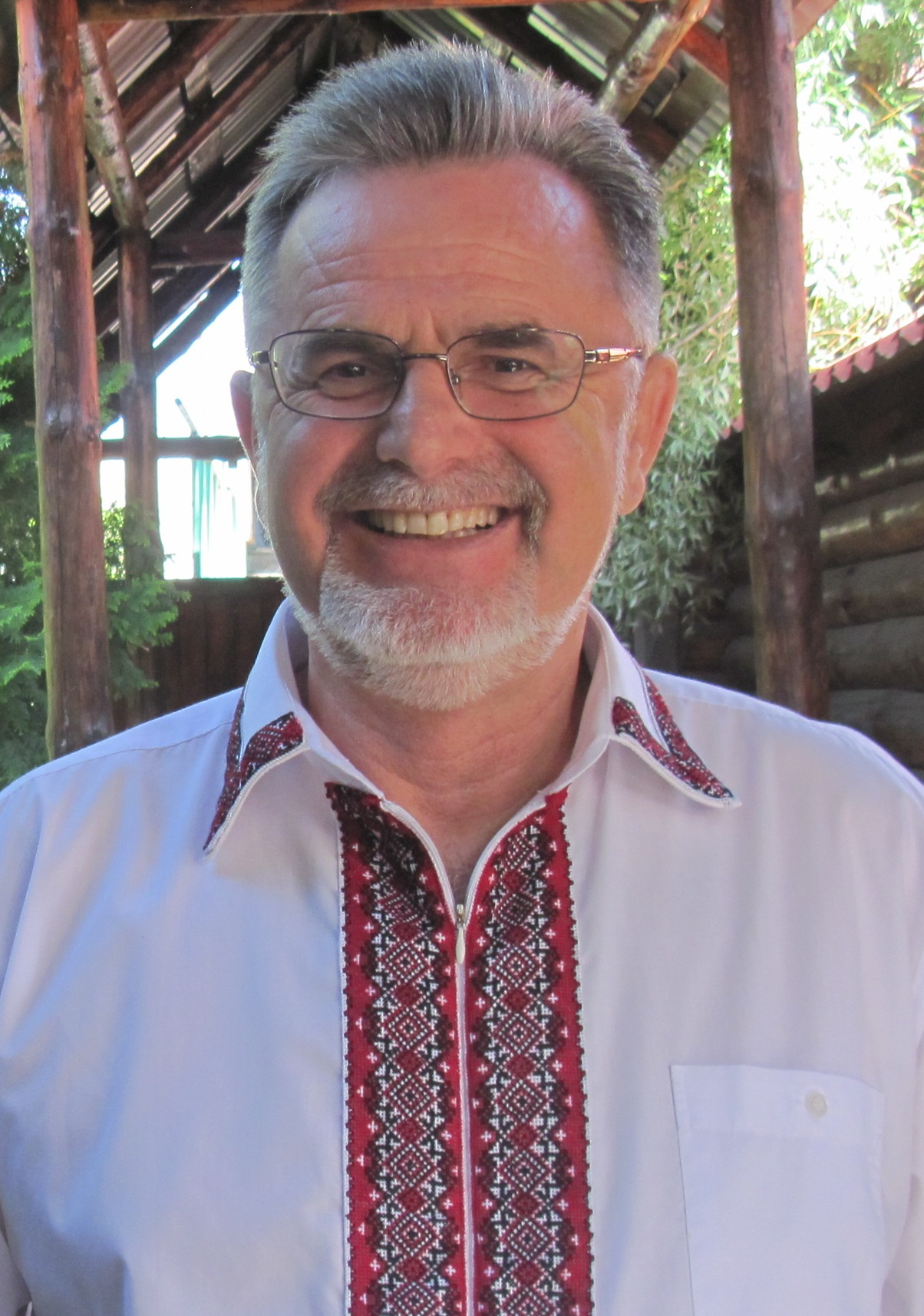
Засновник фестивалю «Доля» Мар’ян Гаденко

Міжнародний пісенний фестиваль «Доля» було започатковано в 1992 році, за погодженням з Міністерством культури України та Державним комітетом телебачення і радіомовлення України.

## Мета фестивалю, його засновник
Засновник фестивалю — народний артист України Мар'ян Гаденко.
Мета фестивалю – щорічно, на конкурсних засадах вшановувати найкращих виконавців української пісні в номінаціях «сучасна обробка народної пісні», «авторська пісня і співана поезія», «сучасна популярна музика», а також визначати найкращих піснетворців - поетів, композиторів та аранжувальників. 

## Місце проведення
- З 1992 по 1998 роки фестиваль проходив  у Чернівцях.
- З 1999 року, на запрошення міського голови міста Трускавець Богдана Матолича, організатори фестивалю та конкурсанти збиралися в Трускавці
- З 2007 року – проводився в столиці України.
- У 2021 році фестиваль повернувся до міста Трускавець

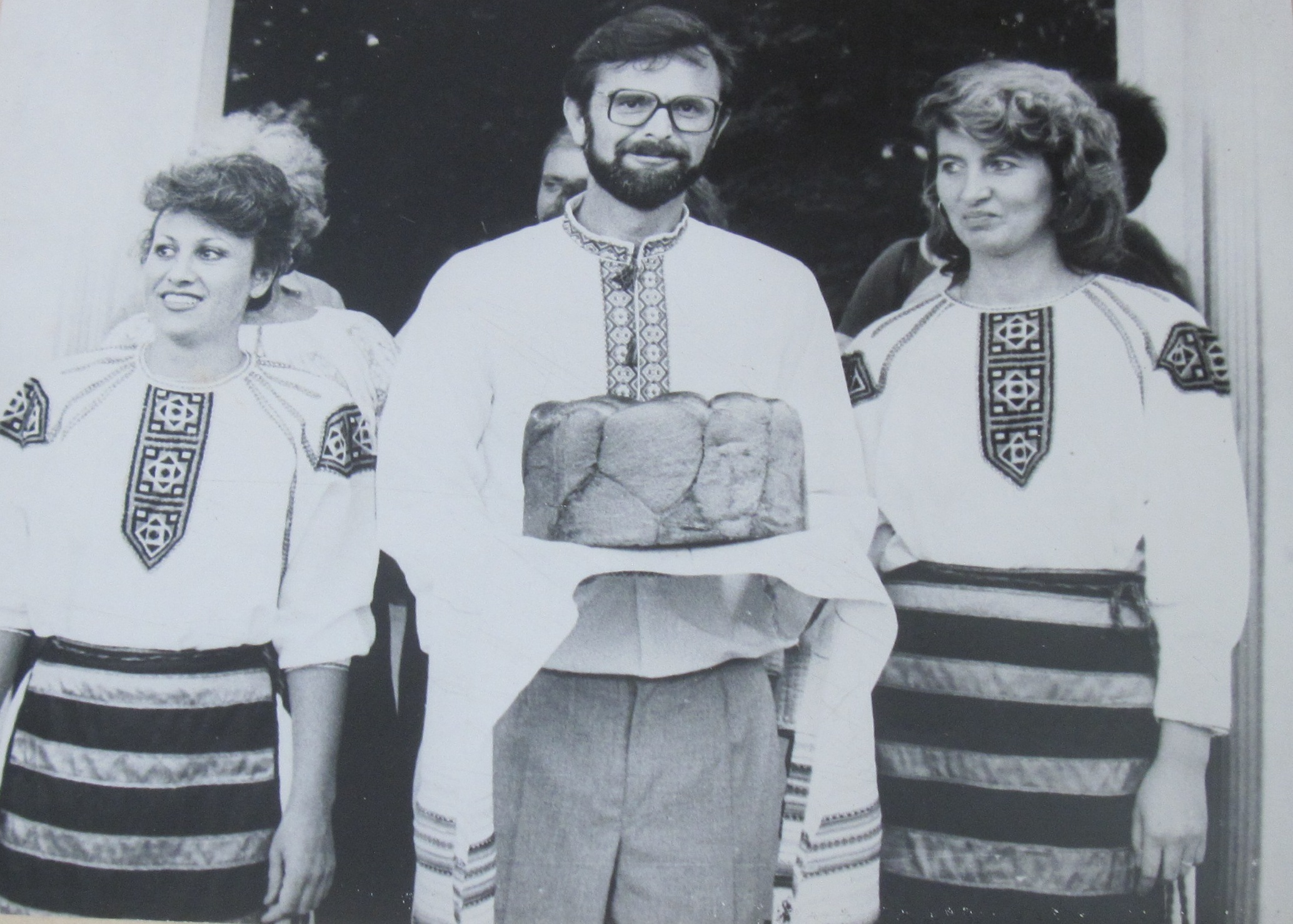
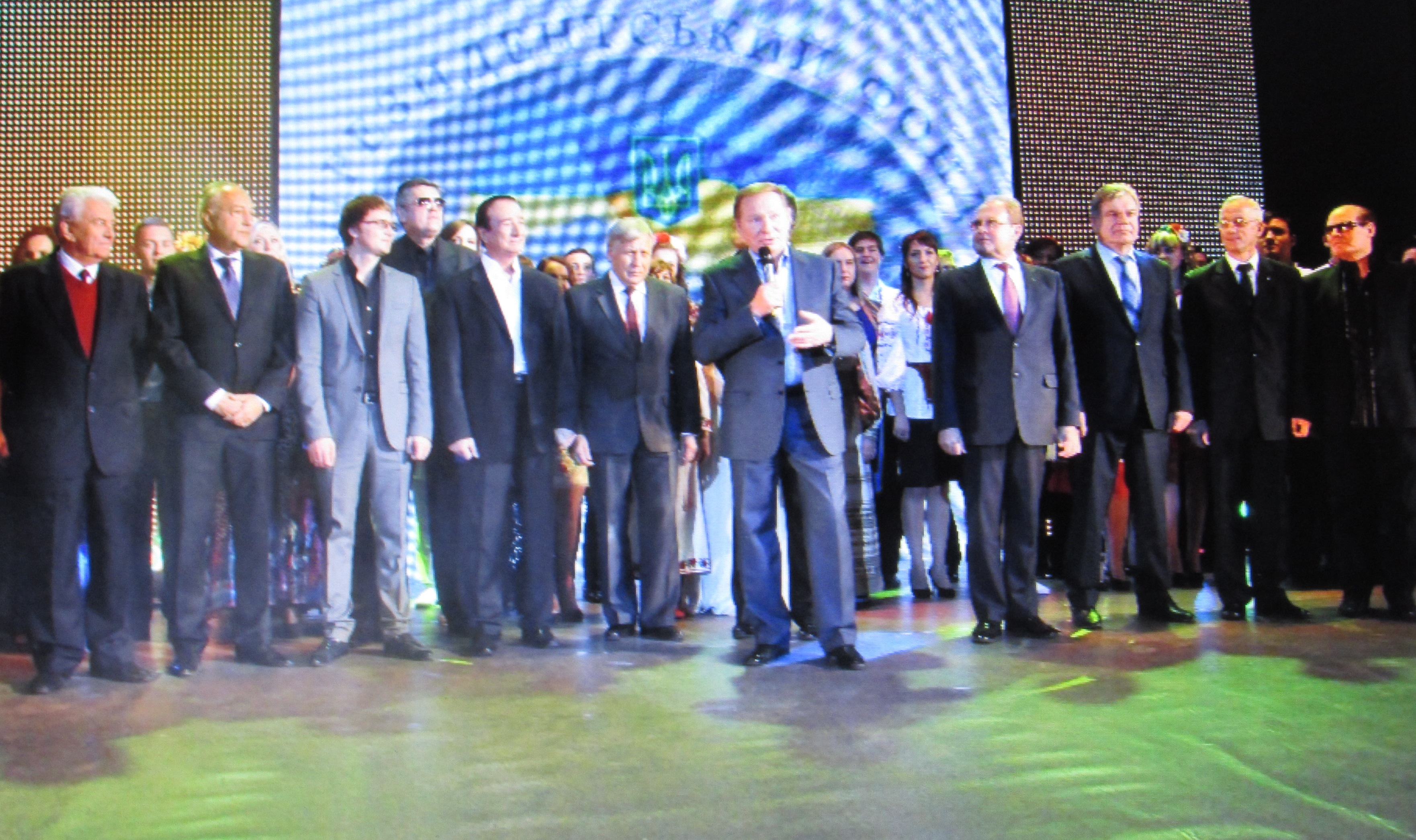
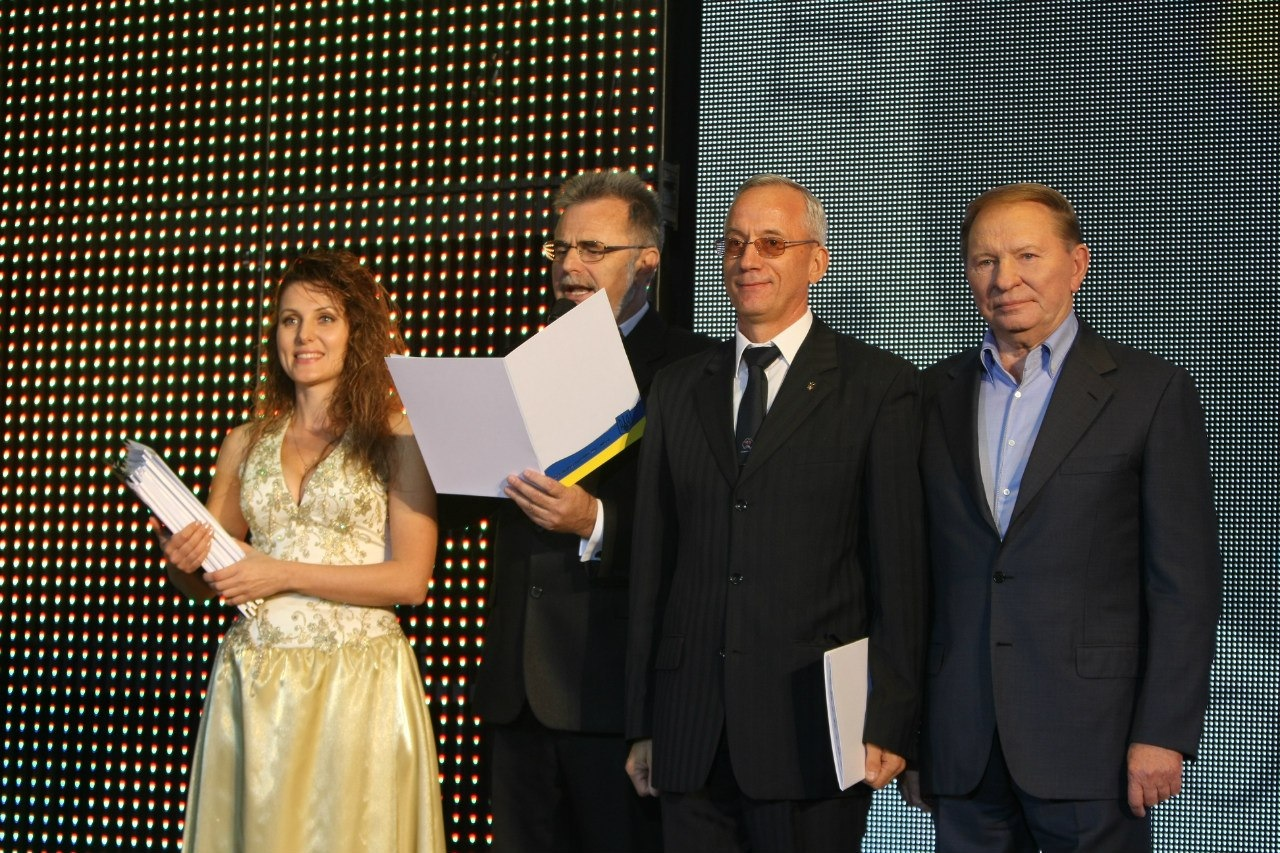
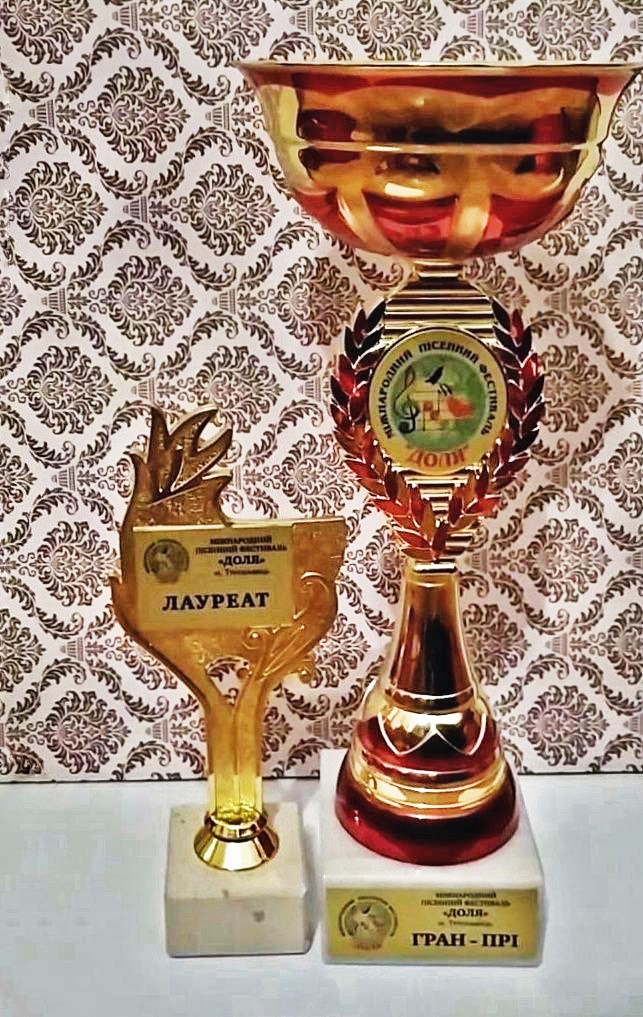
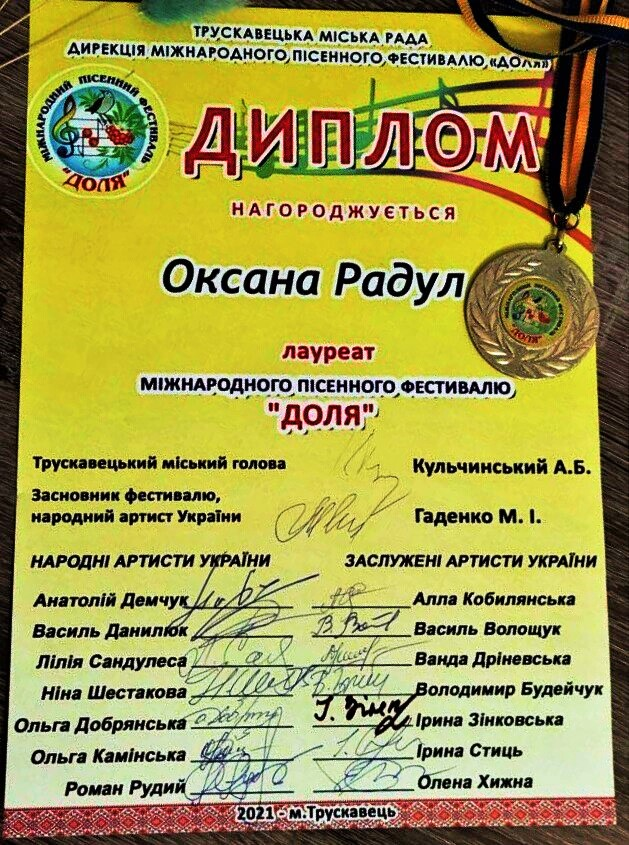

## Переможці фестивалю
Переможцями фестивалю, для яких «Доля» стала реальною сходинкою до їх подальшого визнання в Україні та у світі є Наталія  Бучинська,  Ольга Добрянська, Оксана  Пекун, Катерина Бужинська,  Віктор Павлик, Василь Данилюк,  Іван Дерда, Дмитро Яремчук, Оксана Нестеренко, Астрая,  Павло Мрежук, Іван Красовський,  Юлія Мартинова, Тетяна Кисляк, Алла Кобилянська, Оксана Радул, гурти «Піккардійська терція», «Дзвони», «Літопис», «Нічлава Блюз», «Новий стиль», «Тріода».

## Журі
Співголовами журі в різні роки  були народні артисти України Дмитро Гнатюк, Костянтин Огнєвий,  Назарій Яремчук,  Микола Мозговий,  Василь Зінкевич,  Ніна Матвієнко, Іван  Попович, Іво Бобул, Лілія Сандулеса, Микола Свидюк, Анатолій Демчук, Андрįй Квашевич,Олександр Василенко, Євген Коваленко, Олександр Пономарьов, Іван Мацялко, Михайло Мацялко,  Оксана Савчук, Іван Кавацюк (дует «Писанка»), Олег Дзюба, Алла Попова, Віктор Шпортько, Анатолій Матвійчук, Павло Дворський, Ніна Шестакова.

## Кращі піснетворці фестивалю
- Кращими поетами фестивалю ставали Вадим Крищенко, Микола Луків, Ганна Чубач, Володимир Мельников, Зоя Кучерява.
- Високе звання кращого композитора отримували Анатолій Горчинський, Геннадій Татарченко, Остап Гавриш, Лілія Остапенко, Анатолій Сердюк.
- Новий подих сучасна українська пісня отримала завдяки  аранжуванням  Дмитра Гершензона, Ігоря Балана, Сергія Коваля.
- У 2008 році у складі журі вперше брав участь білорус, продюсер та експерт Андрій Квашевич

## Участь у фестивалі української діаспори
У фестивалі брали активну участь представники української діаспори США, Канади, Румунії, Ізраїлю, Польщі, Угорщини, Росії, Білорусі, Болгарії, Хорватії, Словенії, Македонії, інших держав колишньої Югославії, а також Грузії.